# Pasquale Paoli
Filippo Antonio Pasquale de' Paoli, (Morosaglia, Korzika 6. travnja 1725. — London, 5. veljače 1807.), bio je korzikanski borac za neovisnost. 

## Životopis
Paoli je bio sin Giacinta Paolia (1702. – 1769.), jednog od vođa korzikansanskog ustanka protiv Genove. Slijedio je svog oca u izgnanstvo 1739., ali se ponovo vraća na Korziku 1755. Organizirao je oslobađanje otoka od Genove, koja je zadržala kontrolu nad nekoliko obalnih naselja.
Paoli je predvodio upravljanje Korzikom, no kada je Genova 1768. prodala Francuskoj svoja potraživanja Korzike, morao je bježati 1769. u London pred francuskim snagama koje su se iskrcale na otok. Poslije Francuske revolucije, francuski revolucionari su mu priredili dobrodošlicu pa na Korzici počinje obnašati dužnost guvernera 1791.
Dolazi međutim u sukob s Konventom i podržava britansko osvajanje Korzike 1793. – 94. Poslije toga političku utjecaj ograničili su mu britanski guverneri Gilbert Elliot i Carlo Andrea Pozzo di Borgo. Napušta ponovo Korziku 1795. i seli u London, poslije čega su francuske snage ponovo okupirale Korziku. Paoli je preminuo u egzilu u Londonu 1807. godine.